# Lucas Carrizo (calciatore 1997)
Lucas Eduardo Carrizo (San Miguel de Tucumán, 20 maggio 1997) è un calciatore argentino, difensore dell'Huracán.

## Caratteristiche tecniche
È un difensore centrale.

## Carriera
Carrizo è cresciuto nel settore giovanile del Quilmes, con cui ha debuttato il 10 maggio 2017 nell'incontro di Copa Argentina perso ai rigori contro il Gimnasia (M). Il 17 luglio 2018 ha firmato con il San Telmo in Primera B Metropolitana, dove fin da subito si è imposto come titolare al centro della difesa. Il 29 aprile 2019 ha segnato il suo primo gol in carriera, contro l'Estudiantes (BA).
Il 7 luglio 2019 è passato al Gimnasia (M), la squadra contro cui aveva debuttato due anni prima. Dopo tre stagioni in Primera B Nacional, è stato ceduto in prestito con diritto di riscatto all'Huracán, tornando così a giocare in prima divisione. A fine anno è stato riscattato dal club biancorosso.

## Statistiche

### Presenze e reti nei club
Statistiche aggiornate al 29 ottobre 2024.
| Stagione            | Squadra             | Campionato          | Campionato | Campionato | Coppe nazionali | Coppe nazionali | Coppe nazionali | Coppe continentali | Coppe continentali | Coppe continentali | Altre coppe | Altre coppe | Altre coppe | Totale | Totale | Totale |
| Stagione            | Squadra             | Comp                | Pres       | Reti       | Comp            | Pres            | Reti            | Comp               | Pres               | Reti               | Comp        | Pres        | Reti        | Pres   | Reti   |        |
| ------------------- | ------------------- | ------------------- | ---------- | ---------- | --------------- | --------------- | --------------- | ------------------ | ------------------ | ------------------ | ----------- | ----------- | ----------- | ------ | ------ | ------ |
| 2016-2017           | Quilmes             | PD                  | 4          | 0          | CA              | 1               | 0               | -                  | -                  | -                  | -           | -           | -           | 5      | 0      |        |
| 2017-2018           | Quilmes             | PBN                 | 0          | 0          | -               | -               | -               | -                  | -                  | -                  | -           | -           | -           | 0      | 0      |        |
| Totale Quilmes      | Totale Quilmes      | Totale Quilmes      | 4          | 0          |                 | 1               | 0               |                    | -                  | -                  |             | -           | -           | 5      | 0      |        |
| 2018-2019           | San Telmo           | PBM                 | 35         | 1          | -               | -               | -               | -                  | -                  | -                  | -           | -           | -           | 35     | 1      |        |
| 2019-2020           | Gimnasia (M)        | PBN                 | 13         | 1          | CA              | 1               | 0               | -                  | -                  | -                  | -           | -           | -           | 14     | 1      |        |
| 2020                | Gimnasia (M)        | PBN                 | 7          | 1          | -               | -               | -               | -                  | -                  | -                  | -           | -           | -           | 7      | 1      |        |
| 2021                | Gimnasia (M)        | PBN                 | 25         | 2          | -               | -               | -               | -                  | -                  | -                  | -           | -           | -           | 25     | 2      |        |
| Totale Gimnasia (M) | Totale Gimnasia (M) | Totale Gimnasia (M) | 45         | 4          |                 | 1               | 0               |                    | -                  | -                  |             | -           | -           | 46     | 4      |        |
| 2022                | Huracán             | PD                  | 9          | 0          | CA+CdL          | 0+1             | 0               | -                  | -                  | -                  | -           | -           | -           | 10     | 0      |        |
| 2023                | Huracán             | PD                  | 9          | 0          | CA+CdL          | 4+13            | 1+0             | CL+CS              | 1+3                | 0                  | -           | -           | -           | 30     | 1      |        |
| 2024                | Huracán             | PD                  | 18         | 0          | CA+CdL          | 4+12            | 0+2             | -                  | -                  | -                  | -           | -           | -           | 34     | 2      |        |
| 2025                | Huracán             | PD                  | 0          | 0          | CA              | 0               | 0               | CS                 | 0                  | 0                  | -           | -           | -           | 0      | 0      |        |
| Totale Huracán      | Totale Huracán      | Totale Huracán      | 36         | 0          |                 | 34              | 3               |                    | 4                  | 0                  |             | -           | -           | 74     | 3      |        |
| Totale carriera     | Totale carriera     | Totale carriera     | 120        | 5          |                 | 36              | 3               |                    | 4                  | 0                  |             | -           | -           | 160    | 8      |        |